# (22494) Trillium
(22494) Trillium est un astéroïde de la ceinture principale.

## Description
(22494) Trillium est un astéroïde de la ceinture principale. Il fut découvert le 2 mai 1997 à Kitt Peak par le projet Spacewatch. Il présente une orbite caractérisée par un demi-grand axe de 2,47 UA, une excentricité de 0,08 et une inclinaison de 3,3° par rapport à l'écliptique.
Il est nommé d'après le Trille blanc, emblème de l'Ontario.